# Epitheliale Basalmembrandystrophie
Die Epitheliale Basalmembrandystrophie (EBMD) ist eine sehr seltene angeborene Form einer Hornhautdystrophie, bei der das Epithel der Hornhaut aufgrund einer Störung der Basalmembran seine Durchsichtigkeit verliert.
Synonyme sind: Map-Dot-Fingerprint-Dystrophie; Cogan mikrozystische Epitheldystrophie; Vordere Basalmembran-Dystrophie; englisch Epithelial Basement Membrane Dystrophy; Cogan Corneal Dystrophy; Microcystic Corneal Dystrophy
Die Erstbeschreibung stammt aus dem Jahre 1964 durch den US-amerikanischen Augenarzt David G. Cogan und seine Mitarbeiter.

## Verbreitung
Die Häufigkeit ist nicht bekannt, die Vererbung erfolgt autosomal-dominant.

## Ursache
Der Erkrankung liegen – zumindest teilweise – Mutationen im TGFBI-Gen auf Chromosom 5 Genort q31.1 zugrunde.
Öfter liegen degenerative Veränderungen oder ein Trauma ursächlich zugrunde.

## Klinische Erscheinungen
Klinische Kriterien sind:
- Manifestation in der Regel im Erwachsenenalter
- Hornhauttrübung mit fleck-, landkarten- oder fingerabdruckartigen Inseln mit verdicktem Epithel meist im oder um das Zentrum der Hornhaut
- Beschwerdefrei oder wiederholt schmerzhafte Erosionen
- Sehstörungen durch Astigmatismus möglich

## Differentialdiagnose
Abzugrenzen sind die anderen Formen der granulären Hornhautdystrophie, insbesondere die Meesmann-Hornhautdystrophie und die Reis-Bücklers-Hornhautdystrophie, aber auch die Epitheliale rezidivierende Erosionsdystrophie (ERED).